# Maurice Ndour
Maurice Daly Ndour (* 18. Juni 1992 in Sindia) ist ein senegalesischer Basketballspieler. Er spielt auf der Position des Power Forwards.

## Laufbahn
Maurice Ndour wuchs in der senegalesischen Küstenstadt M’bour auf, wo er im Alter von 15 Jahren von japanischen Scouts entdeckt wurde und daraufhin nach Okayama übersiedelte und von 2007 bis 2011 die Okayama Gakugeikan High School besuchte. Nach seinem Abschluss wechselte er in die Vereinigten Staaten ans Monroe College in New York City und spielte mit den Monroe Mustangs in der National Junior College Athletic Association. Von 2013 bis 2015 besuchte er die Ohio University und spielte für deren Basketballmannschaft, die Ohio Bobcats, in der Mid-American Conference (MAC) der NCAA. In seiner letzten Saison in der nordamerikanischen Hochschulmeisterschaft brachte es Maurice Ndour auf durchschnittlich 16 Punkte, 8,3 Rebounds und 2,3 Blocks pro Spiel. Sowohl in der Saison 2013/14 als auch 2014/15 wurde er für seine Leistungen ins All-MAC Second Team gewählt.
Beim NBA-Draft 2015 wurde Maurice Ndour von keiner Mannschaft ausgewählt, bestritt jedoch im Juli dieses Jahres die NBA Summer League in den Reihen der New York Knicks. Hier brachte er es auf durchschnittlich 9,6 Punkte und 4,8 Rebounds pro Spiel und wurde daraufhin von den Dallas Mavericks unter Vertrag genommen, mit denen er die Saisonvorbereitung absolvierte. Kurz vor dem Beginn der Spielzeit 2015/16 strichen die Mavericks ihn aufgrund einer Verletzung am linken Bein aus dem Kader. Im Dezember 2015 unterschrieb Maurice Ndour einen bis Saisonende laufenden Vertrag für den spanischen Klub Real Madrid. Mit den „Königlichen“ gewann er in jener Spielzeit das Double aus Meisterschaft und Pokal, kam jedoch selbst nur zu wenigen Einsätzen. Nach Ablauf seines Vertrages wechselte Ndour in die NBA, wo er bei den New York Knicks unterschrieb. Ende Juni 2017 wurde er aus dem Aufgebot gestrichen. Bis dahin hatte er in der nordamerikanischen Liga 32 Spiele bestritten, in denen er im Schnitt 3,1 Punkte und 2 Rebounds erzielte.
Er setzte seine Laufbahn in Russland fort, spielte zwei Jahre für Unics Kasan. 2019/20 stand Ndour beim Valencia Basket Club in der spanischen Liga ACB unter Vertrag, BC Rytas aus Litauen verpflichtete ihn für die Saison 2020/21. Hernach nahm er ein Angebot der chinesischen Mannschaft Zhejiang Golden Bulls an, spielte dort jedoch nicht, im Oktober 2021 kehrte er zu Rytas zurück.

### Nationalmannschaft
Maurice Ndour war Teil des Endrundenkaders von Senegal bei der Basketball-Weltmeisterschaft 2014 in Spanien und erreichte dort mit seiner Landesauswahl das Achtelfinale. Im Zuge des Turniers brachte er es in sechs Spielen auf durchschnittlich 5,8 Punkte und 2,5 Rebounds pro Spiel. 2017 gewann er mit dem Senegal Bronze bei der Afrikameisterschaft, 2019 nahm er wieder an einer Weltmeisterschaft teil.

### Erfolge und Ehrungen
Real Madrid
- Spanischer Meister: 2015/16
- Spanischer Pokalsieger: 2015/16

#### Nationalmannschaft
- Bronze bei der Afrikameisterschaft 2017